# Orso Paddington

Paddington nel film omonimo del 2014.

L'orso Paddington è un personaggio letterario inglese per bambini, apparso per la prima volta il 13 ottobre 1958, creato da Michael Bond, i cui libri inizialmente venivano illustrati da Peggy Fortnum.
L'orso immigrato dal "misterioso Perù", con il suo vecchio cappello, la sua valigia ammaccata e il panino con la marmellata, è diventato un'icona della letteratura per bambini inglese. I libri dell'orso Paddington sono stati tradotti in 30 lingue, con 70 titoli e hanno venduto più di 30 milioni di copie in tutto il mondo. Più di 265 licenze sono state rilasciate per la riproduzione di diversi oggetti in Regno Unito, Europa, USA, Asia, Giappone, Australia e Sudafrica.
Sempre educato, gentile e ben intenzionato, ha un'infinita capacità di mettersi nei guai. Ama la marmellata d'arance e la cioccolata calda.

## Storia

### Origine
Bond derivò il personaggio di Paddington da un solitario orsacchiotto di pezza che notò sugli scaffali di un negozio di Londra, vicino alla stazione di Paddington nel periodo di Natale del 1956, mentre comprava un regalo per sua moglie. L'orso ispirò Bond a scrivere una storia e, in capo a dieci giorni, scrisse il primo libro. Diede il manoscritto al suo agente Harvey Unna. A Bear Called Paddington venne pubblicato per la prima volta il 13 ottobre 1958 dall'editore William Collins & Sons (ora Harper Collins).

### Il giocattolo Paddington Bear
Il primo Paddington Bear venne creato per Gabrielle Designs nel 1972 da Shirley e Eddie Clarkson, pensato inizialmente come un regalo di Natale per i loro figli Joanna e Jeremy Clarkson. Shirley Clarkson fece calzare a Paddington degli stivali che gli consentissero di rimanere in posizione eretta. (Paddington ricevette gli stivali in regalo per Natale nel libro Paddington Marches On del 1964).
I primi orsi prodotti calzarono Dunlop, ma in seguito al grande successo dell'orsacchiotto, per ridurre i costi la Gabrielle Designs iniziò a produrre tutto quanto.

## Cronologia
Nella prima storia, Paddington viene trovato alla stazione di Paddington a Londra dalla famiglia Brown, seduto sulla sua valigia (con l'etichetta "Wanted on voyage") e con una nota attaccata al suo vestito che recita "Per favore prendetevi cura di quest'orso. Grazie". Bond disse che questa situazione gli era stata ispirata dal ricordo dei bambini, che lui stesso aveva visto durante la Seconda guerra mondiale mentre salivano sui treni che li avrebbero portati fuori Londra, lontani dai pericoli dei bombardamenti; egli ricordava che quei bambini avevano un cartellino legato intorno al polso e un piccolo bagaglio sul quale erano seduti in attesa dell'arrivo del treno.
L'orsetto arriva a Londra come clandestino dal "profondo Perù" (darkest Peru nell'originale; l'orsetto dice: "Ho viaggiato per tutto il tempo in una scialuppa di salvataggio mangiando marmellata d'arance. Gli orsi amano la marmellata"), inviato da sua zia Lucy (una dei suoi soli parenti noti insieme allo zio Pastuzo, che dà a Paddington il suo caratteristico cappello), che invece vive in una casa di riposo per vecchi orsi pensionati a Lima. L'orsetto aggiunge anche che nessuno dei Brown riuscì a comprendere il suo nome da orso, motivo per cui fu chiamato "Paddington", dal nome della stazione dove era stato trovato. Bond in un primo momento scrisse che Paddington aveva viaggiato dall'Africa Nera (darkest Africa nell'originale), ma il suo agente gli fece notare che in Africa non vi erano orsi e pertanto egli cambiò il luogo di provenienza in "profondo Perù", casa degli orsi occhialuti.
I Brown ospitano Paddington nella loro casa al 32 di Windsor Gardens, fuori Harrow Road, fra Notting Hill e Maida Vale. Le storie successive seguono le sue disavventure in Inghilterra.
Quando viene importunato da qualcuno, Paddington gli rivolge un'occhiata fulminante (insegnatagli dalla zia Lucy), che lo fa fuggire imbarazzato.

### Personaggi
Nelle storie e nelle disavventure di Paddington vi sono i seguenti personaggi ricorrenti:
- mr. Henry Brown: un lavoratore urbano amichevole ma spesso inefficiente;
- mrs. Mary Brown: la moglie altrettanto amichevole di mr. Brown;
- Jonathan e Judy: gli energici e amichevoli figli dei Brown. Non si sa se uno sia più grande dell'altro, per cui si è portati a pensare che siano gemelli;
- mrs. Bird: la governante di casa Brown, austera ma ultimamente abbastanza amichevole;
- mr. Gruber: titolare di un negozio di antiquariato a Portobello Road, col quale Paddington fa il suo spuntino di metà mattina tutti i giorni;
- mr. Curry: il cattivo e irritabile vicino di casa dei Brown, che appella Paddington semplicemente con "bear" (orso), nonché invadente (si autoinvita spesso ai ricevimenti dei Brown unicamente per mangiare);
- zia Lucy: la zia peruviana di Paddington;
- zio Pastuzo: lo zio peruviano di Paddington.

## Citazioni e omaggi
- Il 24 febbraio 2000, nella stazione ferroviaria londinese di Paddington, è stata inaugurata da Michael Bond una statua che rappresenta l'orso Paddington nella sua prima apparizione nel libro A Bear Called Paddington del 1958, seduto sulla sua valigia con un cartello al collo con su scritto "Prendetevi cura di quest'orso. Grazie."[7].
- Il 4 giugno 2022 è stato protagonista di un breve filmato con la Regina Elisabetta II in carne ed ossa, invitato a un tè in attesa del concerto per il giubileo di platino della regina.

## Libri
- A Bear Called Paddington, 1958
- More About Paddington, 1959
- Paddington and the Christmas Shopping
- Paddington Helps Out, 1960
- Paddington Abroad, 1961
- Paddington Saves The Day
- Paddington at Large, 1962
- Paddington Marches On, 1964
- Paddington at Work, 1966
- Paddington Goes to Town, 1968
- Paddington Takes the Air, 1970
- Paddington on Top, 1974
- Paddington Takes the Test, 1979

## Filmografia
L'orso Paddington è stato protagonista di diverse serie d'animazione e di due film.

### Televisione
- Paddington Bear (1989-1990), serie televisiva
- Arriva Paddington (The Adventures of Paddington Bear, 1997-2013), serie televisiva
- Le avventure di Paddington (2019-in corso), serie televisiva

### Cinema
- Nel Natale del 2014 esce il film Paddington, con anteprima mondiale giovedì 20 novembre 2014 contemporaneamente a Londra e presso il MIC, la Cineteca di Milano.[8]
- Nel 2017 esce il sequel, Paddington 2
- Nel 2024 esce il terzo film Paddington in Perù

## Videogiochi
Sono stati pubblicati diversi videogiochi su Paddington, perlopiù titoli educativi per i più piccoli.
- Paddington and the Disappearing Ink (1983) per Commodore 64 e ZX Spectrum
- Paddington's Early Visit (1983) per Commodore 64 e ZX Spectrum
- Paddington's Shopping Mix-Up (1983) per Commodore 64 e ZX Spectrum
- Paddington's Problem Picture (1983) per Commodore 64 e ZX Spectrum
- Paddington's Garden Adventure (1984) per Commodore 64 e ZX Spectrum
- Paddington: The World Mystery Tour (2002) per Windows e Mac
- Paddington: Adventures in London (2015) per Nintendo 3DS
- Paddington Run (2017) per Android